# مؤشر الحرارة الزمني
مؤشر الحرارة الزمني (بالإنجليزية: Time temperature indicator)‏، هو اداة أو بطاقة ذكية (TTI)، تظهر التراكمات الزمنية الماضية لدرجة حرارة منتج.
وتستخدم عادة بالاغذية، الأدوية والمنتجات الطبية، لتدل على تعرض المنتج لحرارة مفرطة (وزمن حدوث هذه الحرارة).
في المقابل، مسجل بيانات درجة الحرارة يعمل على قياس وتسجيل درجات الحرارة لفترة زمنية محددة. يمكن تحميل البيانات الرقمية وتحليلها.

## التقنية
هناك عدد كبير من مؤشرات الحرارة المختلفة المتوفرة في السوق، تعتمد على تقنيات مختلفة.
بعضها يعتمد على تلون ورق الترشيح وبعضها الآخر يحتوي على سائل بكتيري يتغير لونه عندما يصل إلى قيم معينة من الزمن والحرارة.
بما أن هذا التغير الفيزيائي في المؤشر قد يحصل نتيجة الوصول إلى نسبة فساد في الغذاء، فإن المؤشر يساعد في كشف حالات فساد الأغذية.
في مشاريع مختلفة ل الاتحاد الأوروبي EU مثل "Freshlabel" و"Chill-on" تم اختبار العديد من مؤشرات الحرارة الزمنية بنجاح وتم استخدامها على المنتجات الغذائية.
مسجلات المعطيات الرقمية متوفرة لتدل على درجات الحرارة الماضية الكاملة للشحنة بكاملها لتساعد في تحديد الفترة الزمنية الخارج عن حدود السماحية.
هذه المعطيات تستخدم لحساب الوقت الذي مضى منذ أن فقد المنتج صلاحيته واحتمال كونه فاسداً.
هذه التسجيلات الصغيرة مستخدمة أيضا في تحديد الومن (وكذلك الموضع) الشحنة عندما تحدث هذه المشكلة مما يسمح باتخاذ إجراءات تصحيحية.

## TTI في الصناعة الغذائية
ممكن أن تستخدم المؤشرات على المنتجات الغذائية وعلى السلاسل الغذائية الباردة والتي تعتمد على بيئة ذات درجات حرارة مضبوطة ومحددة.
ممكن أن تستخدم هذه التقنيات أيضاً من أجل الأغذية المجمدة والسلاسل الباردة.

## فوائد
نتائج المسح الذي تم في مشاريع الاتحاد الأوروبي أظهرت تفاعلًا إيجابيًّا من المستهلكين مع استخدام المؤشرات على المنتجات الغذائية. فكما تساعد المؤشرات في ضمان سلامة السلاسل الباردة، يتوقع انها ستخفض كمية الغذاء المهدور، والتسمم الغذائي.

## أنظمة
حددت منظمة الصحة العالمية قوانين استخدام هذه المؤشرات على المنتجات الطبية. وهناك ضوابط عديدة أيضا من قبل FDA باستخدامها على الأغذية البحرية الأمريكية.